# Tröllaskagi
Tröllaskagi (isl. "pólwysep trolli") – półwysep w północnej Islandii, położony pomiędzy fiordami Skagafjörður i Eyjafjörður. Jego wnętrze jest górzyste z wieloma szczytami przekraczającymi 1000 m n.p.m. - najwyższy szczyt to Kerling o wysokości 1538 m n.p.m. Półwysep stanowi najwyżej wzniesiony obszar wyspy poza wewnętrzną wyżyną. W najwyższych partiach szczytów znajduje się kilkanaście małych lodowców, z których największe to Gljúfurárjökull i Tungnahryggsjökull. Pozostałością okresu zlodowacenia są głębokie doliny lodowcowe. W północnej części półwyspu wcinają się niewielkie fiordy: Ólafsfjörður, Héðinsfjörður i Siglufjörður oraz zatoka Fljótavík.
Na wybrzeżu półwyspu zlokalizowanych jest kilka osad, zwłaszcza nad fiordem Eyjafjörður, nad którym położone są: Akureyri, Hjalteyri, Hauganes, Árskógssandur, Dalvík i Ólafsfjörður. W półocnej części położone jest miasto Siglufjörður. Na zachodnim wybrzeżu nad Skagafjörður znajduje się osada Hofsós. Jedyną większą miejscowością w głębi lądu jest Hólar. Pod względem administracyjnym półwysep wchodzi w skład gmin: Skagafjörður (zachodnia część), Fjallabyggð (północna część) oraz Dalvíkurbyggð, Hörgársveit i Akureyrarkaupstaður (wschodnia część).

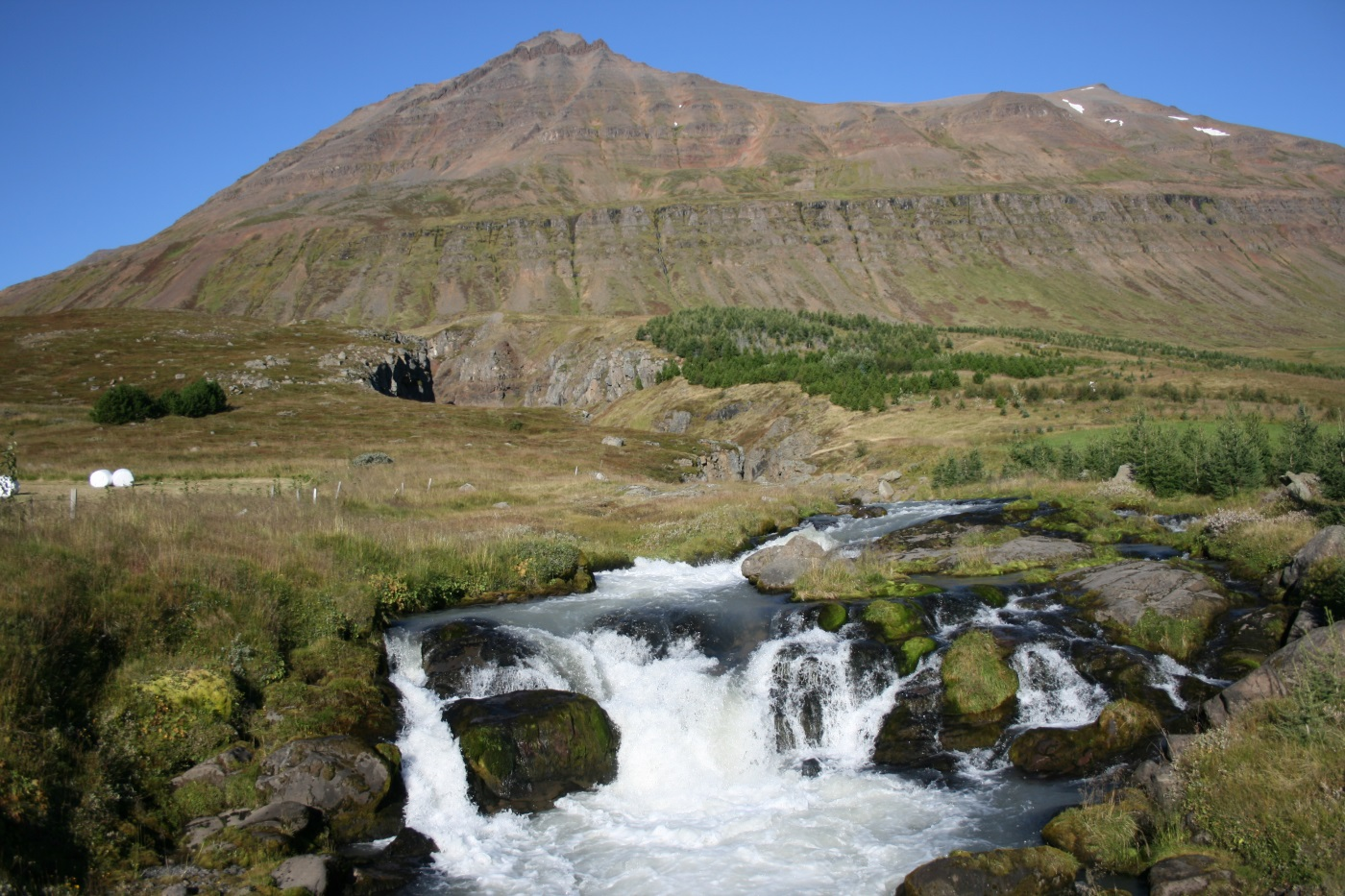
Jeden ze szczytów na półwyspie

Wnętrze półwyspu jest trudno dostępne komunikacyjnie. Główne trasy wiodą na południu półwyspu, gdzie droga krajowa nr 1 przebiega dolinami lodowcowymi łącząc Varmahlíð z Akureyri oraz wzdłuż wybrzeża półwyspu drogami nr 76 i 82 łączącymi wszystkie ważniejsze nadmorskie miejscowości. W północnej części przebito tunele Héðinsfjarðargöng i Múlagöng.
Na półwyspie rozwija się turystyka górska i narciarska. Odwiedzających przyciągają także atrakcje przyrodnicze i geologiczne półwyspu oraz życie kulturalne miejscowości położonych na półwyspie.
Nazwa półwyspu została utworzona pod koniec XIX wieku - wcześniej nie nosił on żadnej nazwy.